# Переславский кремль

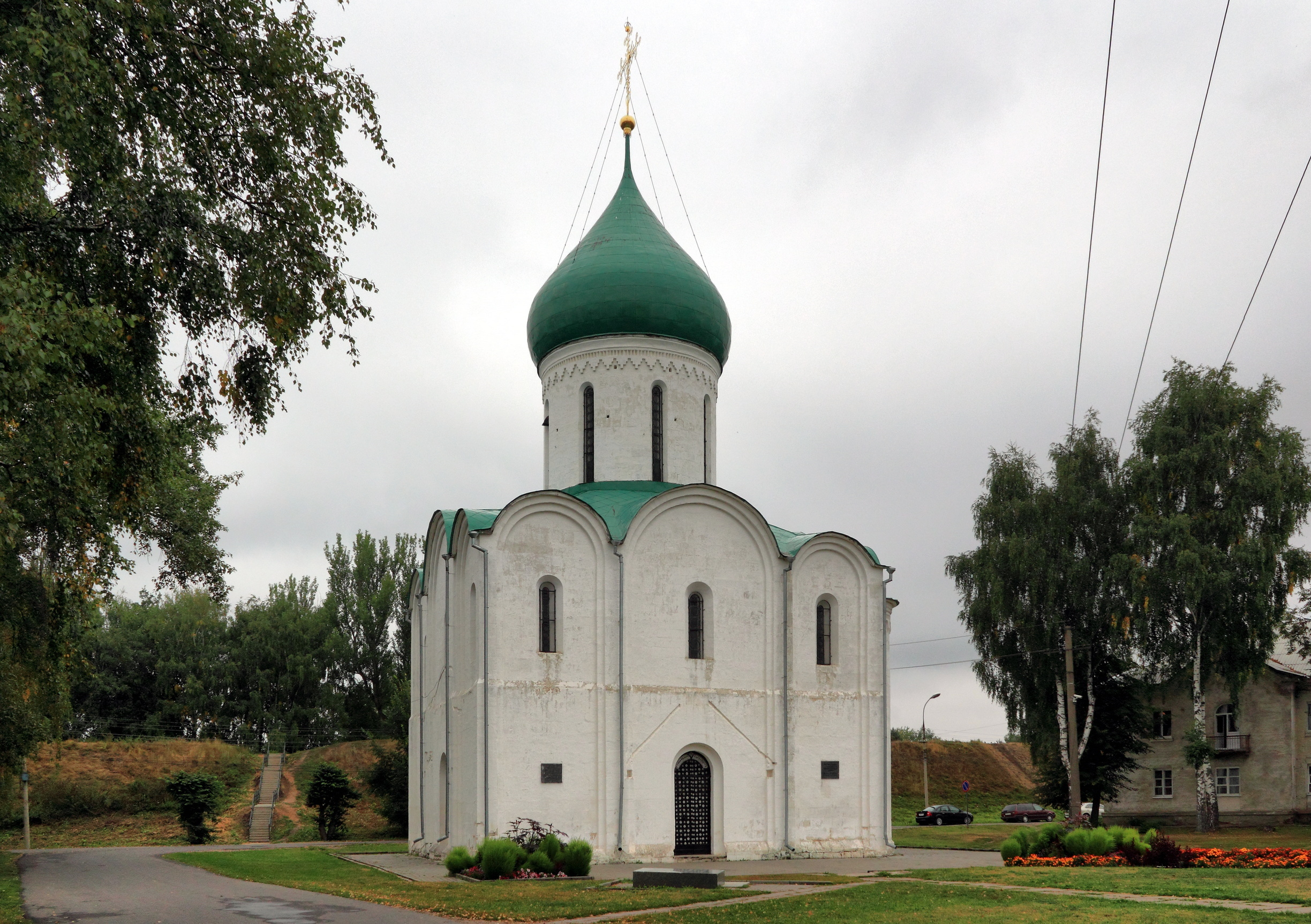
Спасо-Преображенский собор в Переславском кремле

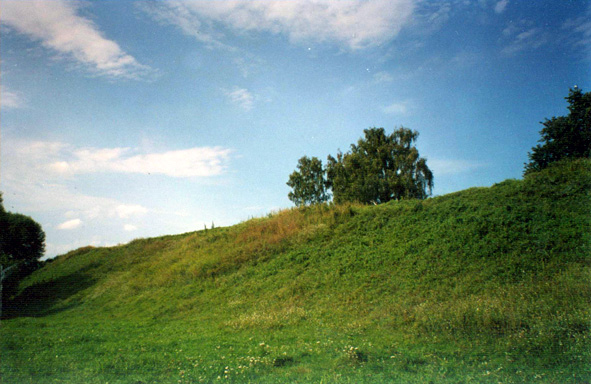
Земляные валы Переславского кремля

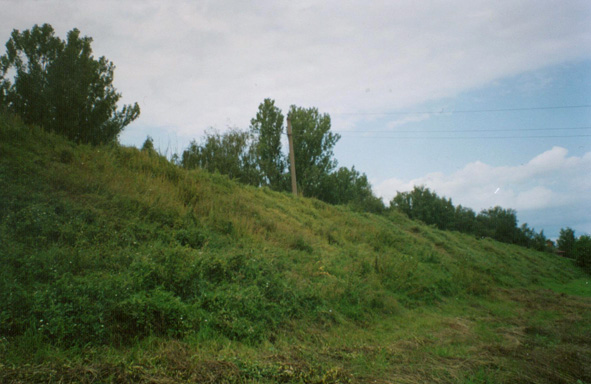
Валы Переславского кремля в Переславле-Залесском

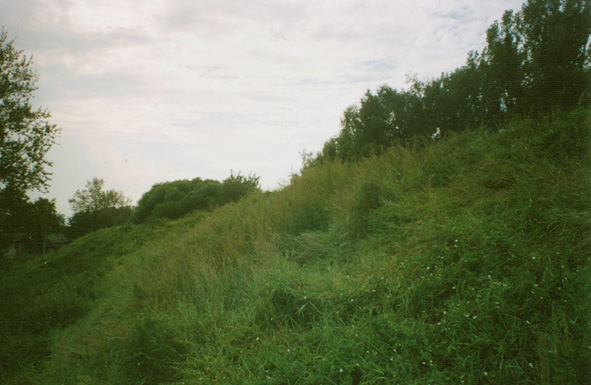
Валы Переславского кремля

Переславский кремль — центральная часть древнерусского города Переславль-Залесский.

## Кремль в XII веке
Появлению Переславского кремля предшествовала недолгая история города Клещина, находившегося в XI-XII веках несколько севернее по берегу Плещеева озера. В 1152 году Юрий Долгорукий перенёс крепость на более просторное место в устье реки Трубеж. Новая крепость была названа в честь южнорусского Переяславля (первоначально также называлась Переяславль, позже утвердилась форма Переславль). Была защищена естественными преградами — рекой Трубежем, речкой Мурмажем (ныне засыпана), а также специально выкопанным рвом Гроблей (ныне остался только пруд). Таким образом, крепость со всех сторон была окружена водой.
По приказу князя были насыпаны валы протяжённости свыше 2 км. В настоящее время высота валов составляет 10-12 м, ширина основания — около 30 м, ширина гребня — 6 м. В основании городского вала лежат дубовые и осиновые срубы в три венца, рубленные в обло. Они поставленные один за другим, каждый из них разделён внутренней стенкой на две клети и засыпан изнутри землёй.
В древности по гребню вала располагались двойные деревянные крепостные стены с башнями. Уже в 1194 году в период княжения во Владимире сына Юрия Долгорукого Всеволода Большое Гнездо деревянные стены и башни Переславского кремля были перестроены («Заложи великий князь Всеволод Переславль у озера июля двадцать девятого, того же лета и срублен»).
В XII-XIII веках это была вторая по мощности крепость Владимиро-Суздальской земли после Владимирского кремля. К воротным башням примыкали мосты. Количество башен раннего Переславского кремля неизвестно. По верху стен, видимо, шла галерея, защищённая «заборолами» (бруствером), за которым защитники кремля могли укрываться во время осады.
Долгое время единственным каменным сооружением в кремле был Спасо-Преображенский собор, сохранившийся до нашего времени. Рядом с собором, вероятно, в домонгольское время находились деревянные княжеские хоромы, связанные с хорами собора и городскими стенами лестничными башнями и переходами.

## Кремль в XIII—XVI веках
Кремль не раз захватывали и разграбляли ордынцы: в 1238 году после взятия Владимира татары «идоша к Переяславлю, и тот град взяша»; новое нападение состоялось в 1252 году после произошедшего неподалёку столкновения монголо-татарского отряда и дружины князя Андрея Ярославича, бежавшего от их произвола в Великий Новгород; в 1282 и 1293 годах ордынские отряды приводил сюда князь Андрей Городецкий, боровшийся со своим братом великим князем Дмитрием Александровичем. После каждого нападения стены и башни восстанавливались.
В 1304 году город штурмовали тверичи во главе с боярином Акинфом, однако трёхдневная осада была безуспешной благодаря вовремя подоспевшим московским отрядам.
В 1369 году (в годы правления князя Дмитрия Донского) деревянные стены и башни Переславского кремля вновь были обновлены. А вскоре, весной 1372 года кремль был осаждён литовцами под предводительством князя Кейстута, однако западным захватчикам удалось лишь сжечь посад вокруг кремля.
В 1382 и 1408 годах кремль был взят и разграблен ордынцами: в первый раз — под предводительством Тохтамыша, а во второй — и в последний со стороны татар — Едигея. В 1536 году последовало новое подновление стен.

## Кремль в XVII веке
Переславский кремль сильно пострадал в годы Смутного времени.
В 1608 году крепость была взята польско-литовскими интервентами, однако 1 сентября 1609 года город полностью освобождён войсками М. В. Скопина-Шуйского. В 1611 году кремль безуспешно штурмовался войсками гетмана Сапеги.
В 1659 года внутри кремля основан Сретенский Новодевичий монастырь.
В 1666 году были возведены последние по времени деревянные стены кремля с двенадцатью сторожевыми башнями. В кремль вели несколько проездных ворот (Спасские — с северной стороны, Рождественские — с юго-западной и др.)

## Судьба кремля в XVIII—XX веках
К XVIII веку относятся его сохранившиеся постройки Сретенского Новодевичьего монастыря. Это Собор Владимирской иконы Божьей Матери и церковь Александра Невского — они были построены в 1740-е годы на средства переславского купца и фабриканта Ф. Угримова. Сохранилась также небольшая часть монастырской ограды, остальная часть ограды и колокольня монастыря разрушены в 1930. Монастырь был упразднен в XVIII веке.
Деревянные стены кремля были разобраны в 1759 году по причине большой ветхости и за ненадобностью.

## Сохранившиеся исторические памятники
- Спасо-Преображенский собор (XII век)
- Земляные валы (XII век)
- церковь Петра Митрополита (XVI век)
- некоторые здания Богородицко-Сретенского монастыря (XVIII век)